# Толмачова Лілія Михайлівна
Лілія Михайлівна Толмачова (6 червня 1932, Руднєво, Нижньо-Волзький край — 25 серпня 2013, Москва) — радянська і російська актриса театру та кіно, режисерка. Народна артистка Російської РФСР (1981).

## Життєпис
Лілія Толмачова народилася 1932 року, за одними даними, в Саратові, а за іншими — у селі Руднєве Волгоградської області Російської РФСР, в родині педагогів.
Після закінчення школи вона втупила до Школи-студії МХАТ на курс Віктора Яковича Станицина. Школу-студію закінчила в 1950 році. З 1952 року служила в Саратовському театрі юного глядача, а в 1955—1956 роках — в Театрі імені Моссовєта.
З 1956 року Лілія Толмачова була актрисою театру «Современник». У виставі, з якого почалася історія «Современника» — «Вічно живі» за п'єсою Віктора Розова зіграла одну з головних ролей — Ірину Бороздіну. З перших років існування театру Лілія Толмачова була однією з його провідних актрис, грала скопідомку Оленку і процвітаючу Агнію Шабіну у виставах за п'єсами В. Розова «В пошуках радості» і «Традиційний збір», Тамару в «П'яти вечорах» і Надю в «Старшій сестрі» Олександра Володіна, Жінку, яку Він кохав у «Четвертому» Костянтина Симонова. Серед найкращих ролей — Єлизавета Олександрівна в «Звичайної історії» Івана Гончарова та Мілда в «Крутому маршруті» Євгенія Гінзбург.
З кінця 1970-х років Лілія Толмачова впритул зайнялася режисурою, як і ряд інших провідних артистів театру. У 1977 році, за дорученням Галини Волчек, поставила виставу «Фантазії Фарятьєва» Алли Соколової зі Станіславом Садальським в головній ролі, в 1978 — «Генріха IV» Луїджі Піранделло, а в 1980 році, на запрошення Олега Єфремова, — «Все скінчено» Едварда Олбі у МХАТі з Марією Бабановою (спектакль був записаний для телебачення).
Лілія Толмачова померла в Москві вночі 25 серпня 2013 року після тривалої хвороби. Похорон відбувся в четвер, 29 серпня 2013 року в Москві на Ваганьковському кладовищі.

## Особисте життя
Будучи студенткою 3-го курсу Школи-студії МХАТу, Лілія Толмачова вийшла заміж за Олега Єфремова. Шлюб виявився недовгим і вже в 1952 році розпався, але дружні відносини зберігалися до останніх днів життя Єфремова.
Другим чоловіком Лілії Толмачової став головний редактор відділу поезії видавництва «Радянський письменник» Віктор Фогельсон, шлюб з яким тривав близько 30 років.

## Нагороди
- Заслужена артистка Російської РФСР (15 липня 1968 року)
- Народна артистка РРФСР (11 березня 1981 року)
- Орден «Знак Пошани»
- Орден Дружби (15 квітня 1996 року) — за великі заслуги в галузі театрального мистецтва[10].
- Медаль «В пам'ять 850-річчя Москви» (1997 рік)
- Орден Пошани (14 квітня 2006 року) — за великий внесок у розвиток театрального мистецтва і досягнуті творчі успіхи[11].
- Орден «За заслуги перед Вітчизною» IV ступеня (9 червня 2012 року) — за великий внесок у розвиток вітчизняного театрального мистецтва і багаторічну творчу діяльність[12].

## Творчість

### Ролі в театрі

#### Саратовський ТЮГ
- «Ромео і Джульєтта» Вільям Шекспіра —  Джульєтта [4]
- «Що робити?» за Чернишевським. Режисер:  Володимир Федосєєв  —  Віра Павлівна
- «Волинщик зі Страконіце» Тилу —  Доротка

#### Театр імені Моссовєта
- «Маскарад» Михайла Лермонтова —  Ніна
- «У тихому провулку» Мовзона —  Олена

#### «Современник»
- «Вічно живі» Віктора Розова —  Ірина
- «Ніхто» Едуардо Де Філіппо —  Нінучча
- «П'ять вечорів» Олександра Володіна —  Тамара
- «Четвертий» Костянтина Симонова —  Кет
- «Старша сестра» О. М. Володіна —  Надя
- «Звичайна історія» за романом Івана Гончарова —  Єлизавета Олександрівна
- «На дні» Максима Горького —  Настя
- «Більшовики» Михайло Шатрова —  Олександри Коллонтай
- «Двоє на гойдалках» Вільяма Гібсона —  Гітель
- «Сірано де Бержерак» Едмона Ростана —  Роксана
- «Крутий маршрут» за повістю Л. Гінзбург —  Мілда

### Ролі в кіно
- 1958 — Життя пройшло повз —  Ніна
- 1960 — Шумний день —  Леночка, дружина Федора
- 1965 — Будується міст —  Валентина Олександрівна Перова
- 1978 — Життя Бетховена —  Джульєтта Гвіччарді
- 1979 — Слідство ведуть ЗнаТоКи. Підпасок з огірком —  Муза Боборикіна

### Режисерські роботи
Театр «Современник»
- 1977 — А. Соколова «Фантазії Фарятьєва»
- 1978 — Л. Піранделло «Генріх IV»

МХАТ імені Максима Горького
- 1980 — Е. Олбі «Все скінчено»